# John Ramsbottom
John Ramsbottom (Mánchester, 25 de octubre de 1885 - Richmond upon Thames, 14 de diciembre de 1974) fue un micólogo británico.
Fue curador de Botánica del Museo Británico (Sección Historia natural). Se desempeñó como secretario general y dos veces como presidente de la Sociedad Micológica Británica, y prolongado editor de su Transactions. El Dr Ramsbottom hizo una donación a la Sociedad en su testamento; y se decidió utilizarla para establecer la The Ramsbottom Lecture, para darse en las reuniones de la Sociedad Internacional, la primera entregada en abril de 1976.

"En la lectura de las cuentas antiguas se encuentra una extraña mezcla de realidad y fantasía. Algunos son tan fantásticas que si no había sido aceptada por otros autores que no encuentran un lugar incluso en un resumen histórico más detallado.  Luego viene la observación de los méritos de tal manera que todo parece estar listo para el progreso real. Pero estos hechos, aun cuando se aceptan, a menudo mal interpretado, casi como en una abundancia de malicia, y de nuevo hay una confusión." – John Ramsbottom, Mushrooms & Toadstools, 1953, p. 17

## Algunas publicaciones
- -- (1917) "George Edward Massee" Journal of Botany 55: p. 225
- -- (1922) Orchid mycorrhiza. University Press. 34 pp.
- -- (1923) A handbook of the larger British Fungi British Museum, Dep't of Botany, Londres, 222 pp. OCLC 4142558
- -- (1929) Fungi: an introduction to mycology. N.º 68 de Benn's sixpenny library. E. Benn Ltd. 80 pp.
- -- (1941) A book of roses. King Penguin books. Con Pierre Joseph Redouté. 30 pp.
- -- (1941) The expanding knowledge of mycology since Linnaeus. Taylor & Francis. 88 pp.
- -- (1945) Poisonous fungi Penguin Books, Londres, 31 pp. OCLC 220637
- -- (1953) Mushrooms and Toadstools: A Study of the Activities of Fungi Collins, Londres, 306 pp. OCLC 657799
- -- (1956) The enemies of the rose. National Rose Soc. Con George Fox Wilson

## Reconocimientos
- 1937 a 1940: presidente de la Sociedad Linneana de Londres, y galardonado con la Medalla linneana en 1965
- 1943 a 1972: presidente de la "Sociedad de Historia de Historia Natural. Y nombrado Miembro de Honor en 1972

## Eponimia
- (Asteraceae) Senecio ramsbottomii Hand.-Mazz.ref>J. Bot. 76: 287 1938 (IK)</ref>
- (Fagaceae) Cyclobalanopsis ramsbottomii (A.Camus) Hjelmq.ref>Dansk Bot. Ark. xxiii 502 1968 (IK)</ref>